# 米倉守
米倉 守（よねくら まもる、1938年1月23日 - 2008年2月25日）は、日本の美術評論家。

## 略歴
三重県安芸郡河芸町（現：津市）生まれ。関西学院大学を経て、関西大学文学部国文科卒業後、朝日新聞社入社。大阪本社および東京本社学芸部の美術担当記者、編集委員を経て、1994年に多摩美術大学教授に就任。造形表現学部長、松本市美術館長を歴任。
美術評論家・東野芳明の評伝を執筆中に下咽頭癌で死去し、未完に終わった。

## 著書
- 『個の創意 現代美術の現場から』（形象社） 1983
- 『中村彝 運命の図像』（日動出版部） 1983
- 『早すぎた夕映 評伝有元利夫』（講談社） 1986
- 『野田弘志の文筐』（加賀乙彦共編 東邦アート） 1991
- 『ふたりであること 評伝カミーユ・クローデル』（講談社） 1991
- 『美の棲家』1 - 2 （彩樹社） 1991
- 『人形師与勇輝の肖像』（小学館） 1995
- 『流産した視覚 美の現在・現代の美術』（芸術新聞社） 1997
- 『非時葉控 脇村義太郎 全人翁の美のものさし』（形文社） 2002
- 『夢なら正夢 芸術随想 美の賑はひに誘ふ一〇〇章』（求龍堂） 2006

## 評論
- 『魂の果てにしみ入る美学 赤木範陸 - 錬金術師の軌跡 - 展図録』（大分市美術館） 2001